# Władysław Demski
Władysław Demski (ur. 5 sierpnia 1884 w Straszewie, zm. 28 maja 1940 w Sachsenhausen) – polski duchowny katolicki, błogosławiony Kościoła katolickiego ksiądz, działacz społeczny i oświatowy, pedagog.

## Życiorys
Był synem Franciszka – rolnika i działacza polskich komitetów wyborczych, i Rozalii Demskich. Kształcił się w Collegium Marianum w Pelplinie i w gimnazjum w Braniewie. Egzamin maturalny zdał w 1906 r. Studia teologiczne i filozoficzne odbywał w latach 1906–1910 w Seminarium Duchownym w Braniewie.
Po przyjęciu 4 lutego 1910 r. we Fromborku święceń kapłańskich pracował jako wikariusz w polskich parafiach we Wrzesinie (1910–1911), Barczewie (1911–1915), Biskupcu (1916–1919) i w Starym Targu (1919–1923), gdzie prowadził działalność społeczną i oświatową wśród miejscowych Polaków. W latach 1915–1916 był kapelanem wojskowym w Królewcu. Był aktywistą w okresie poprzedzającym plebiscyt w 1920 r., potem współzałożycielem Związku Polaków w Prusach Wschodnich, wreszcie wiceprzewodniczącym Polsko-Katolickiego Towarzystwa Szkolnego na Powiślu i opiekunem kół Kobiet Chrześcijańskich pw. św. Kingi. Powołany do wojska niemieckiego pełnił służbę w szpitalu wojskowym w Królewcu. Tam też rozpoczął działalność plebiscytową, jako opiekun towarzystw ludowych i był współpracownikiem Warmińskiego Komitetu Plebiscytowego. Zmuszony przez władze niemieckie do opuszczenia Powiśla, 17 sierpnia 1922 r. przeniósł się do Inowrocławia, gdzie został prefektem w Gimnazjum im. J. Kasprowicza. W tym czasie studiował filozofię i filologię klasyczną na Uniwersytecie Poznańskim. Po zdaniu egzaminów został etatowym profesorem w Inowrocławiu, tu opiekował się Kółkiem Filologicznym, czytelnią uczniowską i kółkiem samokształceniowym oraz współpracował z „Dziennikiem Kujawskim”.
2 listopada 1939 r. ks. Władysław Demski został aresztowany przez władze niemieckie i osadzony w więzieniu w Inowrocławiu. 8 lutego 1940 r. trafił do niemieckiego obozu koncentracyjnego w Stutthofie. 10 kwietnia 1940 r. został przewieziony do obozu koncentracyjnego w Sachsenhausen, gdzie został zamordowany 28 maja 1940 r. za to, że nie chciał podeptać różańca.13 czerwca 1999 r. wraz z 108 męczennikami z czasów II wojny światowej beatyfikowany przez Papieża Jana Pawła II.

## Ordery i odznaczenia
- Złoty Krzyż Zasługi (28 stycznia 1939)[2]

## Upamiętnienie
Jest patronem kapłanów diecezji elbląskiej, a także Szkoły Podstawowej w Straszewie i Zespołu Szkół Katolickich w Inowrocławiu.